# Savo Kesar
Savo Kesar, bosansko-srbski general, * 27. januar 1915, † 1997.

## Življenjepis
Leta 1941 je vstopil v NOVJ in KPJ; med vojno je bil sprva politični komisar, nato pa poveljnik več enot.
Po vojni je končal sovjetsko Vojaško akademijo Frunze in VVA JLA; med drugim je bil inšpektor v Glavnem inšpektoratu JLA.